# Chico Vaughn
Charles "Chico" Vaughn (Portland, Oregón, 19 de febrero de 1940-25 de octubre de 2013) fue un jugador de baloncesto estadounidense que disputó cinco temporadas en la NBA y tres más en la ABA. Con 1,88 metros de estatura, jugaba en la posición de base.

## Trayectoria deportiva

### Universidad
Jugó durante cuatro temporadas con los Salukis de la Universidad del Sur de Illinois Carbondale, en las que promedió 24,6 puntos y 7,8 rebotes por partido. Mantiene hoy en día el récord de su universidad de puntos conseguidos, con 2.088 en tan sólo 82 partidos.

### Profesional
Fue elegido en la vigésimo octava posición del Draft de la NBA de 1962 por St. Louis Hawks, donde disputó 3 temporadas como suplente de Lenny Wilkens, siendo la más destacada la última de ellas, en la que promedió 11,6 puntos y 2,3 rebotes por partido.
Con la temporada 1965-66 ya comenzada, fue traspasado junto con John Tresvant a Detroit Pistons a cambio de Rod Thorn, En su única temporada completa con el equipo perdió protagonismo con la llegada de Dave Bing al equipo, promediando sólo 4,3 puntos y 1,5 asistencias por partido.
Al año siguiente entra en el Draft de Expansión por la llegada de nuevos equipos a la liga, siendo elegido por los San Diego Rockets, quienes lo traspasan a los Pittsburgh Pipers de la ABA. en su nuevo equipo se convertiría en titular indiscutible, viviendo su mejor temporada como profesional, promediando 19,9 puntos y 4,0 rebotes, proclamándose campeón de liga, y disputando su único All-Star Game, en el que logró 6 puntos de dos triples en apenas 4 minutos en pista.
Jugó dos temporadas más con los Pipers antes de retirarse definitivamente.

## Estadísticas de su carrera en la NBA y la ABA

### Temporada regular
| Temporada | Edad | Equipo            | Liga  | P   | TIT | MIN  | TC  | TCA  | %TC  | 3P  | 3PA | %3P  | TL  | TLA | %TL  | R.OF. | R.DEF. | REB | ASIS | ROB | TAP | PER | FP  | PTS  |
| 1962-63   | 22   | St. Louis Hawks   | NBA   | 77  |     | 24.0 | 3.8 | 9.2  | .417 |     |     |      | 2.4 | 3.4 | .720 |       |        | 3.4 | 3.3  |     |     |     | 2.6 | 10.1 |
| 1963-64   | 23   | St. Louis Hawks   | NBA   | 68  |     | 19.7 | 3.5 | 7.9  | .442 |     |     |      | 1.6 | 2.2 | .723 |       |        | 1.9 | 1.9  |     |     |     | 2.4 | 8.6  |
| 1964-65   | 24   | St. Louis Hawks   | NBA   | 75  |     | 26.2 | 4.6 | 10.8 | .424 |     |     |      | 2.4 | 3.2 | .752 |       |        | 2.3 | 2.1  |     |     |     | 2.6 | 11.6 |
| 1965-66   | 25   | TOTAL             | NBA   | 56  |     | 21.8 | 3.3 | 8.5  | .384 |     |     |      | 1.9 | 2.6 | .736 |       |        | 1.9 | 2.5  |     |     |     | 1.8 | 8.4  |
| 1965-66   | 25   | St. Louis Hawks   | NBA   | 19  |     | 23.4 | 3.8 | 10.1 | .375 |     |     |      | 2.4 | 3.3 | .742 |       |        | 2.4 | 1.9  |     |     |     | 2.1 | 10.0 |
| 1965-66   | 25   | Detroit Pistons   | NBA   | 37  |     | 20.9 | 3.0 | 7.6  | .390 |     |     |      | 1.6 | 2.2 | .732 |       |        | 1.7 | 2.8  |     |     |     | 1.6 | 7.6  |
| 1966-67   | 26   | Detroit Pistons   | NBA   | 51  |     | 13.3 | 1.7 | 4.4  | .376 |     |     |      | 1.0 | 1.5 | .676 |       |        | 1.3 | 1.5  |     |     |     | 1.1 | 4.3  |
| 1967-68   | 27   | Pittsburgh Pipers | ABA   | 74  |     | 38.6 | 6.9 | 18.2 | .379 | 1.9 | 5.5 | .334 | 4.2 | 5.6 | .740 |       |        | 4.0 | 1.9  |     |     | 2.3 | 2.7 | 19.9 |
| 1968-69   | 28   | Minnesota Pipers  | ABA   | 69  |     | 33.3 | 6.0 | 17.0 | .355 | 2.1 | 7.6 | .277 | 3.7 | 4.8 | .769 | 0.6   | 1.8    | 2.4 | 1.6  |     |     | 2.2 | 2.6 | 17.8 |
| 1969-70   | 29   | Pittsburgh Pipers | ABA   | 21  |     | 19.1 | 3.1 | 8.6  | .367 | 1.1 | 3.9 | .293 | 2.3 | 3.3 | .686 | 0.8   | 0.5    | 1.3 | 1.0  |     |     | 1.1 | 2.5 | 9.7  |
| Total     |      |                   | TOTAL | 491 |     | 25.7 | 4.4 | 11.1 | .392 | 1.9 | 6.2 | .301 | 2.5 | 3.4 | .738 | 0.7   | 1.5    | 2.5 | 2.1  |     |     | 2.1 | 2.3 | 11.9 |
|           |      |                   | NBA   | 327 |     | 21.6 | 3.5 | 8.4  | .415 |     |     |      | 1.9 | 2.7 | .728 |       |        | 2.2 | 2.3  |     |     |     | 2.2 | 8.9  |
|           |      |                   | ABA   | 164 |     | 33.9 | 6.1 | 16.5 | .368 | 1.9 | 6.2 | .301 | 3.7 | 5.0 | .747 | 0.7   | 1.5    | 3.0 | 1.7  |     |     | 2.1 | 2.6 | 17.7 |

### Playoffs
| Temporada | Edad | Equipo            | Liga  | P  | MIN  | TCA | TC  | 3PA | 3P  | TLA | TL  | R.OF. | REB | ASIS | ROB | TAP | PER | FP  | PTS | %TC  | %3P  | %FT  | MIN  | PTS  | REB | AST |
| 1962-63   | 22   | St. Louis Hawks   | NBA   | 11 | 314  | 46  | 96  |     |     | 18  | 27  |       | 31  | 31   |     |     |     | 46  | 110 | .479 |      | .667 | 28.5 | 10.0 | 2.8 | 2.8 |
| 1963-64   | 23   | St. Louis Hawks   | NBA   | 12 | 242  | 43  | 101 |     |     | 19  | 26  |       | 25  | 21   |     |     |     | 31  | 105 | .426 |      | .731 | 20.2 | 8.8  | 2.1 | 1.8 |
| 1964-65   | 24   | St. Louis Hawks   | NBA   | 4  | 75   | 9   | 29  |     |     | 7   | 8   |       | 6   | 10   |     |     |     | 14  | 25  | .310 |      | .875 | 18.8 | 6.3  | 1.5 | 2.5 |
| 1967-68   | 27   | Pittsburgh Pipers | ABA   | 15 | 576  | 90  | 256 | 24  | 93  | 62  | 78  |       | 53  | 44   |     |     | 34  | 53  | 266 | .352 | .258 | .795 | 38.4 | 17.7 | 3.5 | 2.9 |
| 1968-69   | 28   | Minnesota Pipers  | ABA   | 5  | 57   | 11  | 37  | 6   | 21  | 6   | 7   |       | 6   | 1    |     |     | 1   | 5   | 34  | .297 | .286 | .857 | 11.4 | 6.8  | 1.2 | 0.2 |
| Total     |      |                   | TOTAL | 47 | 1264 | 199 | 519 | 30  | 114 | 112 | 146 |       | 121 | 107  |     |     | 35  | 149 | 540 | .383 | .263 | .767 | 26.9 | 11.5 | 2.6 | 2.3 |
|           |      |                   | NBA   | 27 | 631  | 98  | 226 |     |     | 44  | 61  |       | 62  | 62   |     |     |     | 91  | 240 | .434 |      | .721 | 23.4 | 8.9  | 2.3 | 2.3 |
|           |      |                   | ABA   | 20 | 633  | 101 | 293 | 30  | 114 | 68  | 85  |       | 59  | 45   |     |     | 35  | 58  | 300 | .345 | .263 | .800 | 31.7 | 15.0 | 3.0 | 2.3 |